# Synsphyronus gigas
Espèce
Synsphyronus gigas est une espèce de pseudoscorpions de la famille des Garypidae.

## Distribution
Cette espèce est endémique du Goldfields-Esperance en Australie-Occidentale. Elle se rencontre vers Milne Rock.

## Description
Le mâle décrit par Harvey en 1987 mesure 4,5 mm et les femelles de 4,9 à 5,8 mm.

## Publication originale
- Beier, 1971 : A new Synsphyronus Chamberlin (Pseudoscorpiones) from the Great Victoria Desert. Journal of the Australian Entomological Society, vol. 10, p. 161-162.